# Армянская епархия Иерусалима
Иерусалимская (Кудская) епархия Иерусалимского патриархата Армянской Апостольской церкви (арм. Հայ Առաքելական եկեղեցու Երուսաղեմի պատրիարքության Երուսաղեմի թեմ) — упразднённая епархия католикоса Армянской Апостольской церкви в составе Иерусалимского патриархата.

## История
В 1911 году в юрисдикцию Иерусалимской епархии входили территории Кудского и Ливанского санджаков Османской империи.
По данным на 1911 год количество верующих данной епархии Армянской Апостольской церкви — 3.000, а количество церквей - 10, а также последователей Армянской Католической церкви на территории данной епархии - 200 человек.